# Washington Bullets (canción)
"Washington Bullets" es una canción del álbum Sandinista de 1980 de The Clash . . Una canción con carga política, es una versión simplificada de la historia imperialista desde la Revolución Cubana de 1959 hasta los sandinistas nicaragüenses de la década de 1980, con mención de la invasión de Bahía de Cochinos, el Dalái lama, Salvador Allende y Víctor Jara, haciendo referencia a su muerte en el manos de la dictadura militar chilena en el estadio que hoy lleva su nombre . Aunque principalmente es una crítica a la política exterior de los Estados Unidos, la estrofa final de la canción también ofrece una crítica a los estados comunistas al hacer referencia al trato dado a los monjes budistas pacifistas en la República Popular China durante la Revolución Cultural y la Unión Soviética . Invasión de Afganistán .
El título de la canción a menudo se piensa que es un juego de palabras con el nombre del equipo de baloncesto de Washington D. C., los Washington Bullets (ahora llamados Washington Wizards), pero el líder Joe Strummer negó tener conocimiento alguno del equipo de baloncesto antes del lanzamiento de la canción. 
La canción es una de las más experimentales de The Clash, en el estilo reggae, con una marimba y letras que casi se hablan en lugar de cantarse. Aunque la marimba es el instrumento más destacado, todavía se pueden escuchar riffs de guitarra eléctrica. La parte de la marimba es una versión alterada de la melodía de "Turkey in the Straw".
En el álbum tributo The Clash Tribute: The Never Ending Story, la canción fue versionada por Attila the Stockbroker, con letras nuevas para los versos posteriores, omitiendo la referencia a Afganistán y el sutil ataque de The Clash al comunismo. Los nuevos versos son críticos con la participación de EE. UU. en el final de la Unión Soviética y el abrazo de Boris Yeltsin al capitalismo de estilo occidental, haciendo referencias despectivas particulares al nuevo orden mundial tras el fin de la Guerra Fría.